# Оствальд, Карл Вильгельм Вольфганг
Карл Ви́льгельм Во́льфганг О́ствальд — немецкий биолог и химик, специализировавшийся на изучении коллоидных систем. Второй сын лауреата Нобелевской премии по химии 1909 г. Вильгельма Оствальда. Первоначально изучал в Лейпцигском университете зоологию, но затем стал заниматься химией.

## Научная и академическая деятельность
В 1935 стал профессором химии в Лейпцигском университете. С 1909 — редактор «Kolloidchemische Beihefte» и других журналов. Основал в 1922 Коллоидное общество (нем. Kolloid Gesellschaft), в котором пребывал на должности президента.
Разработал одну из наиболее популярных классификаций дисперсных (в том числе, стало быть, и коллоидных) систем — по агрегатному состоянию дисперсной фазы и дисперсионной среды (на тот момент всего 8 возможных комбинаций). Также известен упрощённым (зато легко усваиваемым) выводом уравнения адсорбции Гиббса.
Был приверженцем ныне отвергнутого мнения о том, что особые свойства коллоидных систем объясняются исключительно их высокой дисперсностью, в связи с чем предлагал переименовать коллоидную химию в дисперсоидологию. Эта точка зрения не учитывает взаимодействия дисперсной фазы с дисперсной средой, в особенности химического. Притом позиции дисперсоидологии были опрокинуты изучением растворов высокомолекулярных соединений (полимеров), которые содержат частицы коллоидных размеров (между 1 и 100 нм), однако же не проявляют всех свойств, характерных для коллоидов (общими являются оптические и молекулярно-кинетические свойства.